# Monte das Oliveiras (Rio de Janeiro)
O Monte das Oliveiras é um morro situado no bairro de Campo Grande, na Zona Oeste da cidade do Rio de Janeiro. Integra o Parque Estadual da Pedra Branca.
O monte ganhou notoriedade nacional devido ao ex-deputado federal Cabo Daciolo, candidato à presidência do Brasil em 2018. Durante boa parte do período eleitoral relativo às eleições de 2018, Daciolo permaneceu em retiro no monte, jejuando e orando, deixando o local apenas para cumprir alguns compromissos.